# Theridion biforaminum
Theridion biforaminum är en spindelart som beskrevs av Gao och Zhu 1993. Theridion biforaminum ingår i släktet Theridion och familjen klotspindlar. Inga underarter finns listade i Catalogue of Life.